# Wersoka Druga
Wersoka Druga (lit. Verseka II) − wieś na Litwie, w gminie rejonowej Soleczniki, 6 km na północny wschód od Koleśników, zamieszkana przez 36 ludzi. Przed II wojną światową w Polsce, w powiecie lidzkim województwa nowogródzkiego.